# Pierino da Vinci

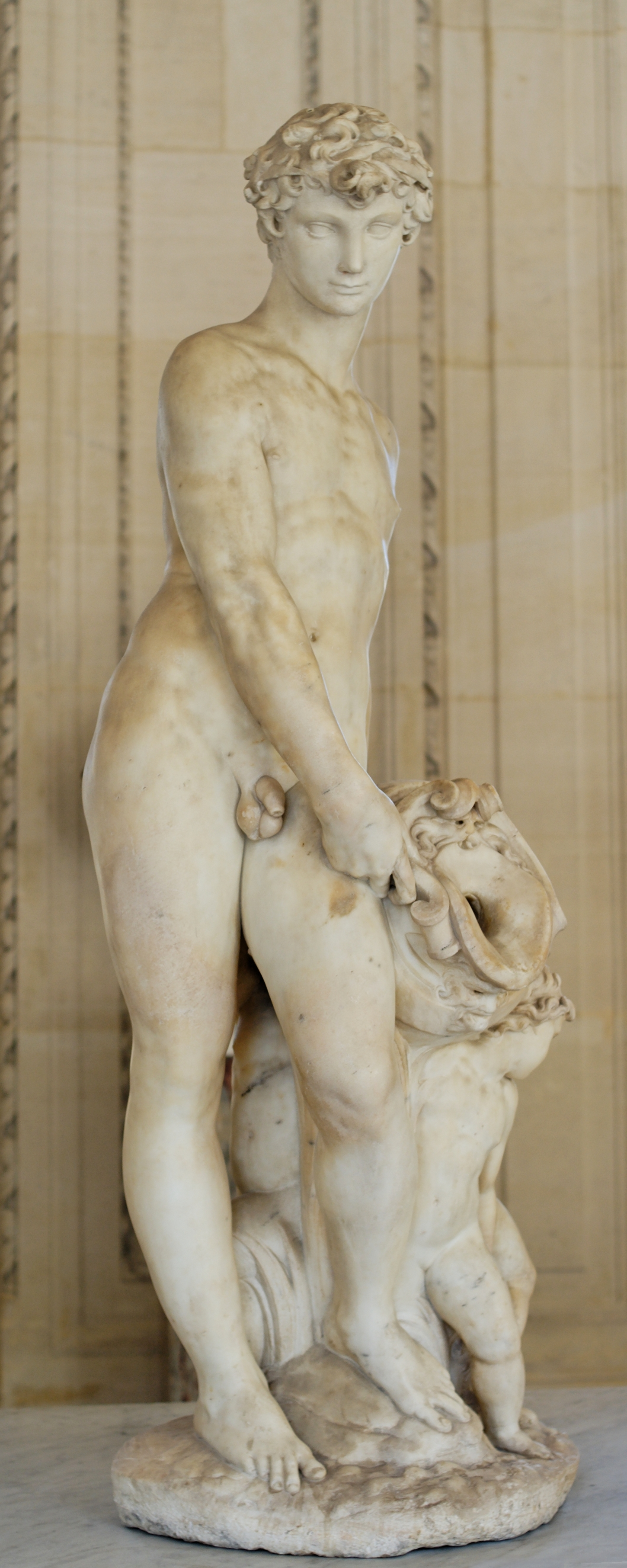
Jove riu, escultura de marbre, de Pierino da Vinci, Museu del Louvre

Pierino da Vinci, nom pel qual es coneix Pier Francesco di Bartolomeo (Vinci, ca. 1530 — Pisa, 1553) va ser un escultor italià del Renaixement. Era nebot de Leonardo da Vinci, fill del seu germà menor Bartolomeo.
La informació biogràfica d'aquest artista prové quasi esclusivament de Le Vite de Giorgio Vasari, el qual n'aporta una barreja de fets reals i llegendaris, dificílment indestriables degut a la mancança d'altres fonts.
Es va ensinistrar al taller de Baccio Bandinelli, ja amic del seu oncle Leonardo, però sobretot amb Il Tribolo, que va desenvolupar el seu talent: amb ell col·laborà a la creació dels més bells jardins a la italiana, com ara els de la Vil·la di Castello i de la Vil·la La Petraia (1545-1548). Després d'aquests treballs va accedir a les comandes granducals gràcies a una relació privilegiada amb homes de cultura molt lligats a la cort, com ara Benedetto Varchi i Luca Martini.
Els seus relleus i les seues escultures mostren una certa influència de l'estil de Miquel Àngel, fins al punt que algunes d'elles van ser atribuïdes a aquest en el passat. També va ser influït per l'elegància de Benvenuto Cellini i la puresa d'Andrea Sansovino, tot i que aviat va desenvolupar un estil personal dotat de persuasió i força expressiva.
Va treballar molt a Pisa: a la piazza della Berlina es troba encara una Pietat de la seua mà, mentre que per al proveïdor de les galeres, Luca Martini, va esculpir un punyent grup de Samsó i el filisteu (1551-52, avui dia al Palazzo Vecchio de Florència), un Déu fluvial (esculpit l'any 1548 quan només tenia divuit anys, avui dia al Louvre) i un baix relleu amb la Mort del comte Ugolino, del qual n'ha sobreviscut només una còpia en terracota conservada en l'actualitat al Bargello. Una altra important obra al·legòrica és el grup de Cosme I fundant la Universitat de Pisa, avui a la pinacoteca dels Museus Vaticans. Hi ha una altra escultura seua al Palau Barberini (Sala dei Raffelleschi), una estàtua d'Eros i Ànteros, que formava part d'una font.
Va morir amb només vint-i-tres anys, a causa de la malària (1553) i, per tant, no va poder expressar completament el seu potencial artístic, que ja els seus contemporanis van qualificar com d'altíssim nivell.